# 800 a.C.

## Eventos
- Composição dos poemas épicos de Homero, a Ilíada e a Odisseia.
- Fundação do Castro de Terroso.
- Data indicada em que o profeta hebreu Elias condenou o rei Acab por adorar o deus Baal.
- Fim do reinado de Polidectes, rei de Esparta desde 830 a.C..
- Inicio do reinado de Êunomo, rei de Esparta até 780 a.C..
- Surgimento das primeiras comunidades assentadas no Vale de Chincha (Peru), pertentes à Cultura Paracas na costa sul do Peru.

## Mortes
- Polidectes, rei de Esparta.